# Don’t Tread on Me (песня Metallica)
«Don’t Tread on Me» (с англ. — «Не наступай на меня») — песня американской трэш-метал-группы Metallica из их одноимённого пятого альбома. Название связано с войной за независимость США. Слова Don’t Tread on Me являются девизом Гадсденовского флага, а изображение змеи на флаге помещено на обложку альбома.

## Музыка и слова
В инструментальном вступлении используется восьмитактовый мотив из песни «Америка» из мюзикла «Вестсайдская история». Оно исполняется в темпе 104 bpm и в размере 12/8.
Слова песни отсылают к фразе американского революционера Патрика Генри «Give me liberty, or give me death!» (с англ. — «Дайте свободу, или дайте смерть!») в строчке «liberty or death, what we so proudly hail» («свобода или смерть, вот что мы приветствуем с гордостью»). Слова «To secure peace, is to prepare for war» («Чтобы обеспечить мир, нужно готовиться к войне») отсылают нас к латинской поговорке «Si vis pacem, para bellum» (с лат. — «Хочешь мира — готовься к войне»). Слова с описанием гремучей змеи вдохновлены эссе Бенджамина Франклина, в котором говорится, что гремучая змея является хорошим символом американского духа.
Хэтфилд сказал, что песня была реакцией на антиамериканский тон их альбома …And Justice For All:

Это другая сторона. Америка — чертовски хорошее место. Я действительно так считаю, и это чувство пришло ко мне после многочисленных туров: ты начинаешь понимать, что тебе нравится в определённых местах и почему ты продолжаешь жить в Америке, несмотря на все дерьмо. Америка — всё ещё лучшее место, чтобы тусоваться.
Оригинальный текст (англ.)This is the other side of that. America is a fucking good place. I definitely think that. And that feeling came about from touring a lot. You find out what you like about certain places and you find out why you live in America, even with all the bad fucked-up shit. It’s still the most happening place to hang out.
— 
Также он говорил:

Don’t Tread On Me, я люблю эту песню, но многие люди были шокированы тем, что она является провоенной, в то время как почти все остальные песни были антивоенные, но ведь всё что мы делаем — это пишем песни, мы политически нейтральны. «Don’t Tread On Me» была одной из 'не нарывайся на нас' песен, и очевидно, что она связана с флагом и змеёй, которая изображена на обложке чёрного альбома, и я думаю её довольно круто играть вживую. Мы играем эту песню в Европе, и люди не шокированы этим, однако мы ещё не играли её в Ираке и Иране.
Оригинальный текст (англ.)
Don’t Tread On Me, I love the song, but it shocked a lot of people, because everyone thought it was pro-war when they thought we were anti-war, and alls we’re doing is writing songs, we’re not standing politically on any side. „Don’t Tread On Me“ was just one of those 'don’t fuck with us' songs, and obviously referencing the flag and the snake and what it meant, that all tied into the black album and the snake icon on the album cover, and I think it’s great to play that song live. We’re over here in Europe playing it, and people aren’t appalled by the songs. We haven’t played it in Iraq or Iran yet, though.

Основной рифф песни стал семплом в песне «Surface Patterns» канадской индастриал группы Front Line Assembly из альбома 1994 года Millennium.

## Исполнения на концертах
Песня никогда не исполнялась вживую до европейского турне 2012 года, посвященного 20-летию альбома Metallica, которое началось в Праге. В конце концерта Хетфилд отметил, что им понравилось живое звучание песен «Don’t Tread on Me» и «My Friend of Misery», которые они впервые сыграли вживую. Ранее, Джеймс в апрельском номере 2001 года журнала Playboy говорил: «Есть песни, которые я не люблю, „Don’t Tread on Me“ явно не одна из моих любимых песен».

## Критика
Журналист Джон Миллер в журнале National Review поставил песню на 9 место в топе «50 величайших консервативных рок песен» и назвал её «данью уважения доктрине мира через силу» (англ. «tribute to the doctrine of peace through strength»).

## Список треков
| №  | Название            | Длительность |
| -- | ------------------- | ------------ |
| 1. | «Don't Tread on Me» | 3:59         |